# Heilsbronn

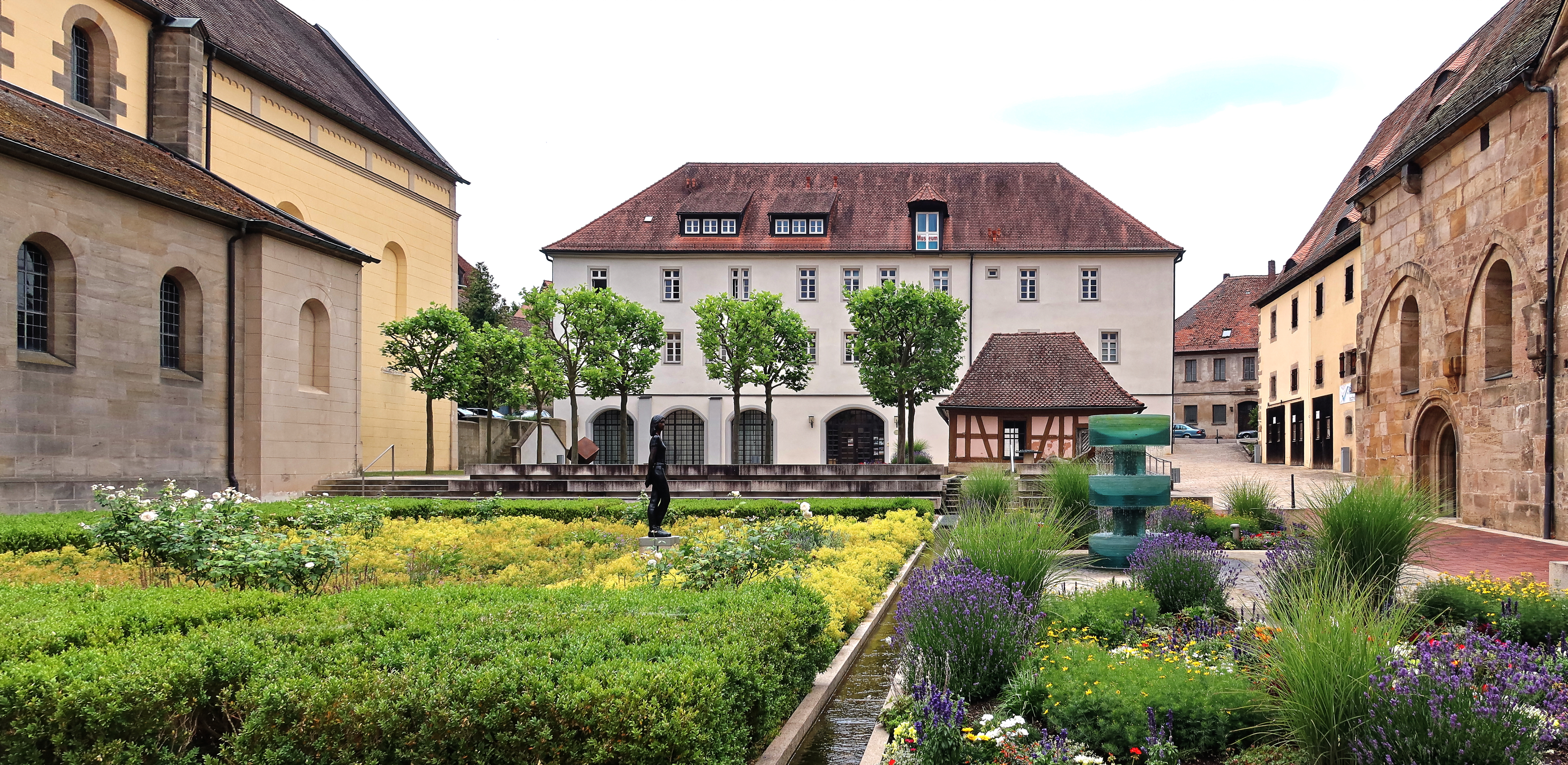
Rathaus, Münster, Refektorium des ehemaligen Klosters in Heilsbronn

Heilsbronn ([haɪ̯lsˈbʁɔn] ⓘ, fränkisch umgangssprachlich: Glosta) ist eine Stadt im mittelfränkischen Landkreis Ansbach. Sie liegt zwischen Nürnberg und Ansbach im geografischen Zentrum Mittelfrankens in der Metropolregion Nürnberg.

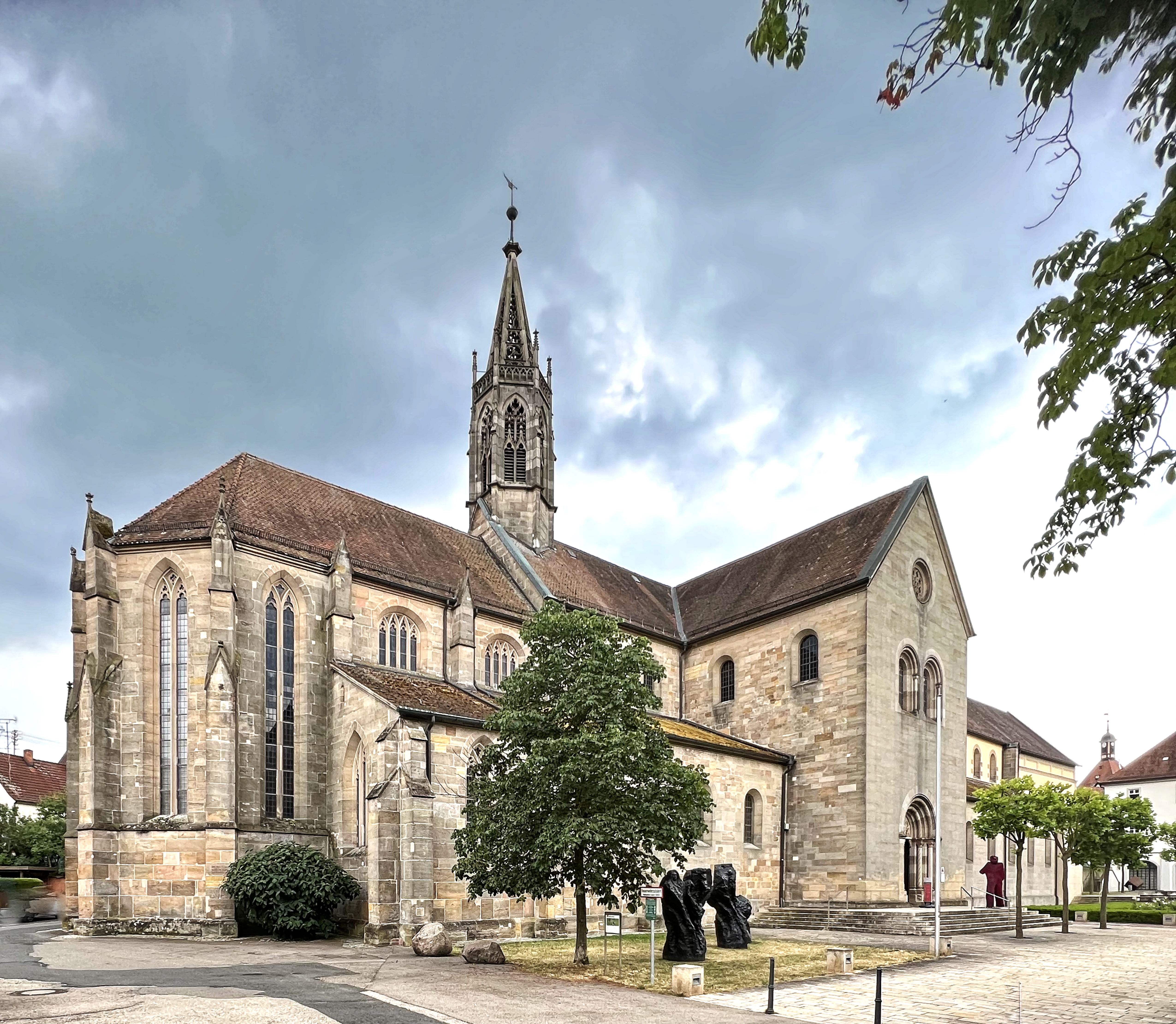
Das Münster des Klosters Heilsbronn, Grablege der fränkischen Hohenzollern

## Geographie
Die Stadt befindet sich in einem waldreichen Tal des Rangaus. Im benachbarten Ketteldorfer Wald entspringt die Schwabach. Nachbargemeinden sind, beginnend im Uhrzeigersinn im Norden: Großhabersdorf, Roßtal, Rohr, Windsbach, Neuendettelsau, Petersaurach und Dietenhofen.

### Gemeindegliederung
Es gibt 19 Gemeindeteile (in Klammern ist der Siedlungstyp angegeben):
- Betzendorf (Dorf)
- Betzmannsdorf (Weiler)
- Böllingsdorf (Dorf)
- Bonnhof (Dorf)
- Bürglein (Pfarrdorf)
- Butzenhof (Einöde)
- Göddeldorf (Dorf)
- Gottmannsdorf (Dorf)
- Heilsbronn (Hauptort)
- Höfstetten (Weiler)
- Ketteldorf (Kirchdorf)
- Markttriebendorf (Kirchdorf)
- Müncherlbach (Dorf)
- Neuhöflein (Dorf)
- Seitendorf (Dorf)
- Trachenhöfstatt (Weiler)
- Triebendorf (Dorf)
- Weißenbronn (Pfarrdorf)
- Weiterndorf (Dorf)

Die ehemaligen Einöden Berghof, Schönbühl, Straßenwasen (= Wolfsbrunn) und Ziegelhütte gingen im Gemeindeteil Heilsbronn auf. In der Nachkriegszeit entstanden die Werkvolksiedlung und die Siedlung Lerchenbühl.
Es gibt auf dem Gemeindegebiet die Gemarkungen Betzendorf, Bonnhof, Bürglein, Heilsbronn, Höfstetten, Ketteldorf, Müncherlbach, Seitendorf, Weißenbronn und Weiterndorf. Die Gemarkung Heilsbronn hat eine Fläche von 11,101 km². Sie ist in 2959 Flurstücke aufgeteilt, die eine durchschnittliche Fläche von 3754,16 m² haben.

### Nachbargemeinden
| Dietenhofen  |                                             | Großhabersdorf, Roßtal |
| Petersaurach | Kompassrose, die auf Nachbargemeinden zeigt | Rohr                   |
|              | Neuendettelsau, Windsbach                   |                        |

### Klima

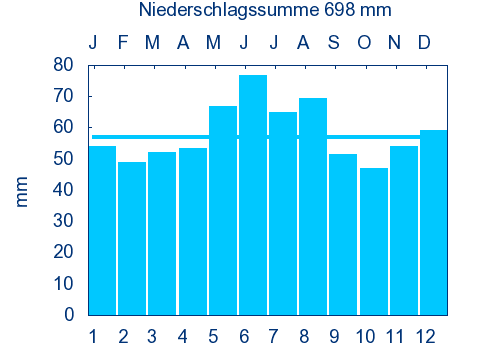
Diagramm Niederschlagsmittelwerte Heilsbronn für den Zeitraum von 1961 bis 1990
Niederschlagsdiagramm für Heilsbronn (blaue Kurve) vor den Mittelwerten (Quantilen) für Deutschland (grau)

In Heilsbronn beträgt die durchschnittliche Niederschlagsmenge im Jahr 698 mm.

## Geschichte

### Bis zur Gemeindegründung
Im 8. Jahrhundert gründete wohl der fränkische Grundherr Hahold den Ort „Haholdesbrunn“. Der Legende nach hatte er einen Jagdunfall erlitten und irrte verletzt durch den Wald, bis er an der Stelle des von ihm anschließend gegründeten Ortes eine Quelle fand, davon trank und genas. Später errichteten die Grafen von Abenberg und Ritter von Heideck eine Kapelle. Im Jahr 1132 gründete Rapoto von Abenberg mit Unterstützung von Otto von Bamberg das Zisterzienserkloster Heilsbronn als Tochterkloster von Kloster Ebrach. In dieser Zeit änderte sich auch der umgangssprachliche Ortsname von „Haholdesbrunn“ und „Haholtisbrunne“ (1142) zu „Halsbrunn“ und zu Zeiten des bis 1578 existierenden Zisterzienserklosters in das lateinische Fons salutis (= „Brunnen des Heils“).
Das Münster des Klosters war zwischen 1297 und 1625 die Grablege der fränkischen Hohenzollern. In der Mitte des 13. Jahrhunderts stand das Kloster zunächst unter kaiserlichem Schutz, dann übernahmen die fränkischen Hohenzollern und Markgrafen von Ansbach die Schutzherrschaft.
Über die Verwaltung Heilsbronn (als Klosteramt bzw. Kastenamt) hatte im 17. Jahrhundert der Landeshauptmann zu Neustadt an der Aisch ein gewisses Aufsichtsrecht.
Gegen Ende des 18. Jahrhunderts gab es in Heilsbronn 102 Anwesen. Das Hochgericht übte das brandenburg-ansbachische Kasten- und Stadtvogteiamt Windsbach aus, die Dorf- und Gemeindeherrschaft hatte das Klosterverwalteramt Heilsbronn inne. Alle Anwesen hatten das Klosterverwalteramt Heilsbronn als Grundherrn. Neben den Anwesen gab es noch kirchliche Gebäude (Pfarrkirche, Pfarrhaus, Mesnerhaus), kommunale Gebäude (Schulhaus, Hirtenhaus, Altes Badhaus) und herrschaftliche Gebäude (Kastenmeisterwohnung, Amtshaus etc.).
Ab 1791 gehörte Heilsbronn zum Königreich Preußen und hatte auch des Öfteren den preußischen König zu Gast, der dem Kloster Heilsbronn zum Dank Gebiete, wie beispielsweise Weinberge im Mainspessart, schenkte. Von 1797 bis 1808 unterstand der Ort dem Justiz- und Kammeramt Windsbach. Es gab zu dieser Zeit 80 Untertansfamilien.

### 19. bis 21. Jahrhundert
Seit 1806 gehörte Heilsbronn zum Königreich Bayern.
Im Rahmen des Gemeindeedikts wurde im Jahr 1808 der Steuerdistrikt Heilsbronn gebildet, zu dem Berghof, Schönbühl und Ziegelhütte gehörten. Die Munizipalgemeinde Heilsbronn entstand im Jahr 1810 und war deckungsgleich mit dem Steuerdistrikt. Sie war in Verwaltung und Gerichtsbarkeit dem Landgericht Heilsbronn zugeordnet und in der Finanzverwaltung dem Rentamt Windsbach. Von 1862 bis 1879 gehörte Heilsbronn zum Bezirksamt Heilsbronn, ab 1880 zum Bezirksamt Ansbach (1939 in Landkreis Ansbach umbenannt) und zum Rentamt Heilsbronn (1919–1929: Finanzamt Heilsbronn, seit 1929: Finanzamt Ansbach). Die Gerichtsbarkeit blieb beim Landgericht Heilsbronn (1879 in Amtsgericht Heilsbronn umbenannt); seit 1956 ist das Amtsgericht Ansbach zuständig.
Wesentliche Entwicklungsstufen waren die 1875 neu eröffnete Eisenbahnlinie Nürnberg – Heilsbronn – Ansbach sowie die Stadterhebung zur 800-Jahr-Feier im Jahr 1932 und die Eingemeindung von 16 umliegenden Ortschaften im Rahmen der Gebietsreform in Bayern.
Im Jahr 1964 hatte die Gemeinde Heilsbronn eine Gebietsfläche von 3,679 km².

### Eingemeindungen
| Gemeinde     | Einwohner (1970) | Eingemeindungs- datum |
| ------------ | ---------------- | --------------------- |
| Betzendorf   | 162              | 1. Januar 1972        |
| Bonnhof      | 464              | 1. Januar 1972        |
| Bürglein     | 427              | 1. Januar 1972        |
| Höfstetten   | 139              | 1. Mai 1978           |
| Ketteldorf   | 141              | 1. Januar 1972        |
| Müncherlbach | 222              | 1. Januar 1972        |
| Seitendorf   | 273              | 1. Januar 1972        |
| Weißenbronn  | 392              | 1. Mai 1978           |
| Weiterndorf  | 207              | 1. April 1971         |

### Einwohnerentwicklung
Mit 9801 Einwohnern (Stand: 31. Dezember 2020) ist Heilsbronn die viertgrößte kreisangehörige Gemeinde und der Gemeindeteil Heilsbronn ist der fünftgrößte Ort im Landkreis Ansbach.
Im Zeitraum 1988 bis 2018 stieg die Einwohnerzahl von 7545 auf 9670 um 2125 Einwohner bzw. um 28,2 %.
Gemeinde Heilsbronn
| Jahr      | 1987   | 1991 | 1995 | 2000 | 2005 | 2007   | 2008   | 2009   | 2010   | 2011   | 2012   | 2013   | 2014   | 2015   | 2016   | 2017   |
| Einwohner | 7409   | 8167 | 8882 | 9263 | 9362 | 9205   | 9139   | 9070   | 8999   | 9023   | 9089   | 9145   | 9186   | 9235   | 9347   | 9511   |
| Häuser    | 1814   |      |      |      |      |        |        |        |        |        |        | 2435   | 2453   | 2471   | 2471   | 2504   |
| Quelle    | [ 22 ] |      |      |      |      | [ 23 ] | [ 23 ] | [ 23 ] | [ 23 ] | [ 23 ] | [ 23 ] | [ 23 ] | [ 23 ] | [ 23 ] | [ 23 ] | [ 23 ] |

Ort Heilsbronn mit Berghof, Schönbühl und Ziegelhütte (= Gemeinde Heilsbronn bis zur Gebietsreform)
| Jahr      | 1818   | 1840   | 1852   | 1861   | 1867   | 1871   | 1875   | 1880   | 1885   | 1890   | 1895   | 1900   | 1905   | 1910   | 1919   | 1925   | 1933   | 1939   |
| Einwohner | 756    | 863    | 966    | 917    | 996    | 998    | 1165   | 1258   | 1226   | 1234   | 1190   | 1208   | 1290   | 1366   | 1435   | 1550   | 1726   | 2053   |
| Häuser    | 129    | 130    |        |        |        | 164    |        |        | 201    | 196    |        | 198    |        |        |        | 258    |        |        |
| Quelle    | [ 24 ] | [ 25 ] | [ 26 ] | [ 27 ] | [ 28 ] | [ 29 ] | [ 30 ] | [ 31 ] | [ 32 ] | [ 33 ] | [ 34 ] | [ 35 ] | [ 34 ] | [ 36 ] | [ 34 ] | [ 37 ] | [ 34 ] | [ 34 ] |
|           |        |        |        |        |        |        |        |        |        |        |        |        |        |        |        |        |        |        |
| Jahr      | 1946   | 1950   | 1961   | 1970   | 1987   | 2016   |        |        |        |        |        |        |        |        |        |        |        |        |
| Einwohner | 3316   | 3464   | 4590   | 4920   | 4754   | 6148   |        |        |        |        |        |        |        |        |        |        |        |        |
| Häuser    |        | 360    | 708    |        | 1147   |        |        |        |        |        |        |        |        |        |        |        |        |        |
| Quelle    | [ 34 ] | [ 38 ] | [ 20 ] | [ 39 ] | [ 22 ] | [ 40 ] |        |        |        |        |        |        |        |        |        |        |        |        |

## Politik

### Stadtrat
Der Stadtrat hat 20 Mitglieder. Die Kommunalwahl am 15. März 2020 führte bei einer Wahlbeteiligung von 61,6 % (2014: 60,4 %) zu folgendem Ergebnis:
| Partei | Sitze 2020 |
| ------ | ---------- |
| CSU    | 7          |
| FW     | 6          |
| Grüne  | 3          |
| SPD    | 3          |
| ÖDP    | 1          |

### Bürgermeister
- Erster Bürgermeister ist seit Mai 2008 Jürgen Pfeiffer (CSU).[41] Dieser wurde bei der Kommunalwahl im März 2020 mit 55,3 % der gültigen Stimmen im Amt bestätigt.[42]
- Zweite Bürgermeisterin ist Gabriela Schaaf (Grüne, 13,7 %), vorher 2008 bis 2020 Carl-Heinz Zischler (SPD).
- Dritter Bürgermeister ist Sebastian Buhl (FW, 27,1 %), vorher 2008 bis 2020 Peter Stemmer (FW).

Ehemalige Bürgermeister (seit der Stadterhebung 1932):
- Johann Jakob Meyer
- Georg Hofmeister
- Johann Güllich
- Friedrich Hummel
- Johann Kupfer, 1946–1948
- Georg Döllgast, 1948–1958
- Karl Waßner, 1958–1972
- Alfred Knoll, 1972–1984
- Walter Träger (Freie Wähler), 1984–2008
- Jürgen Pfeiffer (CSU), 2008 bis heute

### Wappen und Flagge
Wappen
| Wappen von Heilsbronn | Blasonierung: „Gespalten von Gold und Rot; vorne ein in zwei Reihen von Rot und Silber geschachter Schrägbalken, hinten ein goldener Dreischalenbrunnen; auf der Spaltlinie unten ein goldenes Herz.“ |
| Wappen von Heilsbronn | Wappenbegründung: Der Brunnen im Gemeindewappen stammt aus dem Klosterwappen von 1525 und steht für den Kloster- und Ortsnamen, der sich ursprünglich von dem Personennamen Hahold ableitete und nach der Gründung des Klosters als „Brunnen des Heils“ umgedeutet wurde. Im gespaltenen Schild erscheint der Zisterzienserbalken aus dem Ordenswappen. Die Bedeutung des Herzens ist nicht geklärt, es taucht erstmals in einem Klosteramtssiegel aus dem späten 17. Jahrhundert auf. Die Gemeinde Heilsbronn führt seit 1894 ein eigenes Wappen und eine Flagge. |

Flagge
Die Gemeindeflagge ist weiß-rot.

### Städtepartnerschaften und Patenschaften
Die Stadt Heilsbronn pflegt folgende Beziehungen mit Städten im In- und Ausland:
- Jößnitz, heute Stadtteil von Plauen
- Objat in Frankreich
- Tschechien: 1968 hat die Stadt Heilsbronn die Patenschaft für die aufgrund der Beneš-Dekrete aus der Marktgemeinde Fleißen und der Gemeinde Schnecken vertriebenen Flüchtlinge übernommen.

### Raumordnung
Von 2004 bis 2016 gehörte Heilsbronn zur Kommunalen Allianz (Komm,A). Weitere Mitglieder waren Bruckberg, Dietenhofen, Neuendettelsau, Petersaurach und Windsbach. 2016 entstand die Allianz Kernfranken durch den Zusammenschluss von Komm,A und LiSa (Lichtenau, Sachsen bei Ansbach). Kernfranken ist ein Integriertes ländliches Entwicklungskonzept. Seit 2016 bilden die ehemaligen Unterzentren Neuendettelsau, Heilsbronn und Windsbach gemeinsam ein Mittelzentrum.

## Kultur und Sehenswürdigkeiten

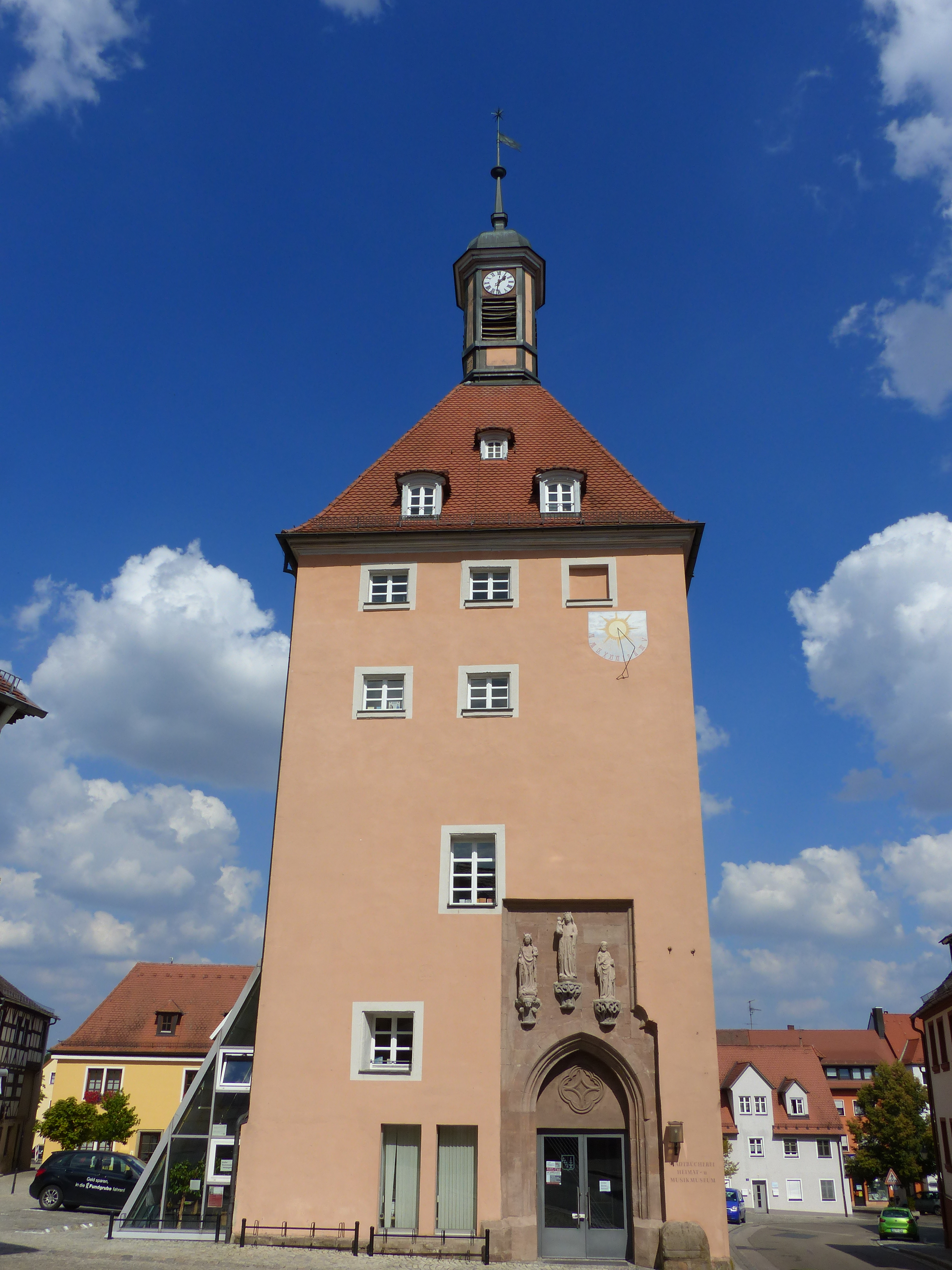
Katharinenturm

### Museen
In der Stadt gibt es Heimatstuben und ein Musikinstrumentenmuseum im Katharinenturm. Das stadtgeschichtliche Museum „Vom Kloster zur Stadt“ befindet sich im Konventhaus.

### Bauwerke
Markantes Kennzeichen von Heilsbronn ist der wuchtige Katharinenturm, der 1770 bis 1774 auf den Grundmauern der ehemaligen Katharinenkirche errichtet wurde. Das Münster ist die Kirche des ehemaligen Klosters Heilsbronn. Das Zisterzienserkloster wurde 1132 von den Grafen von Abenberg gegründet und war von 1297 bis 1625 Grablege der Hohenzollern. In der Gruft sind 41 Mitglieder des Hauses begraben. Stufen führen hinab zu einer Quelle, die inmitten der Kirche entspringt. Im Mittelalter hatte das Kloster reiche Besitztümer über ganz Franken bis Regensburg verteilt, auch Ländereien im Württembergischen gehörten zum Kloster.

## Wirtschaft und Infrastruktur
Die Stadt ist Mitglied der Metropolregion Nürnberg und im Tourismusverband Romantisches Franken.

### Verkehr

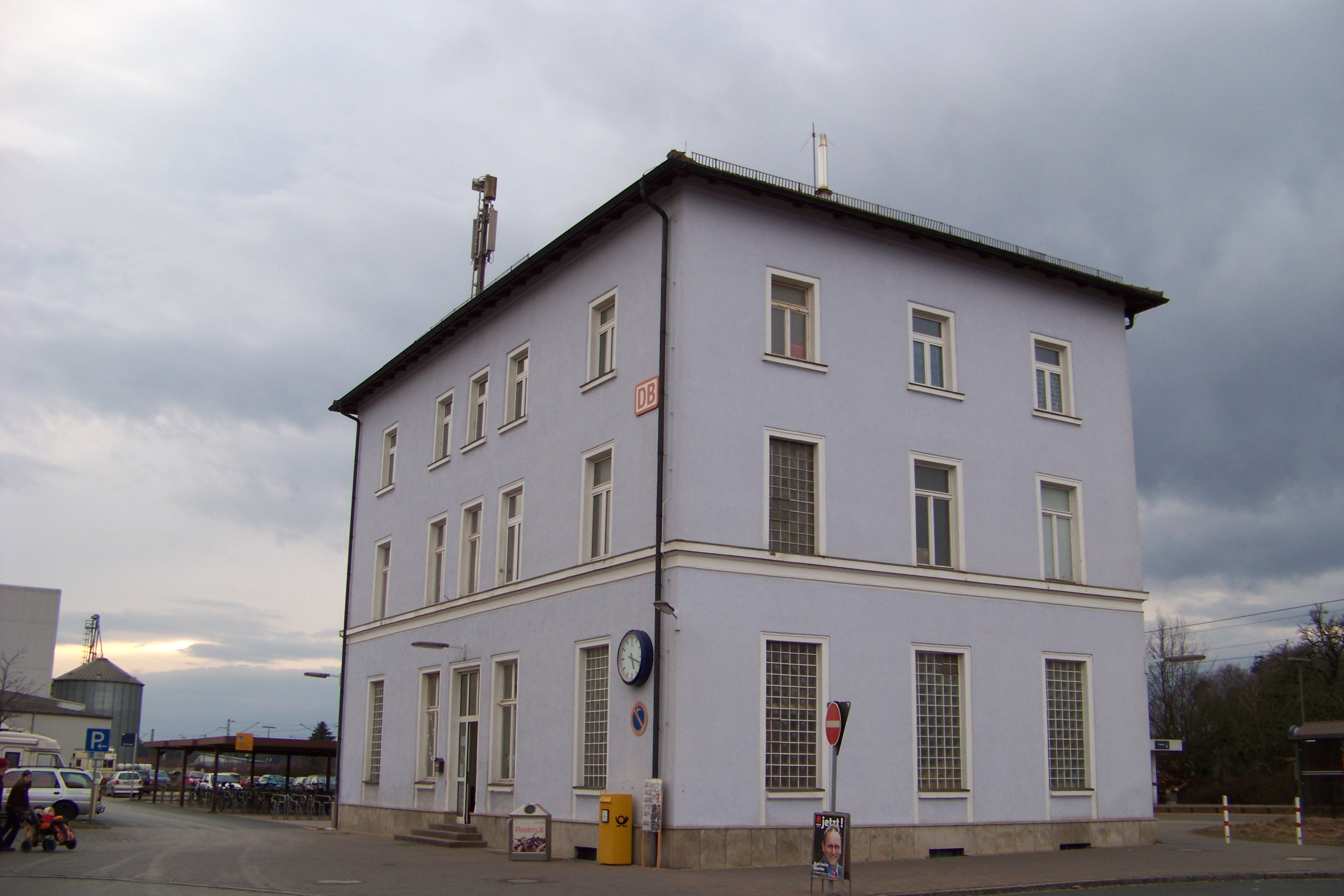
Bahnhof Heilsbronn

Etwa 3 km von Heilsbronn entfernt ist eine Anschlussstelle an die Bundesautobahn 6. Die Bundesstraße 14 (Teilstrecke der Burgenstraße) ist als Ortsumgehung um die Stadt geführt. Der Bahnhof Heilsbronn befindet sich im Norden des Hauptortes an der Bahnstrecke Nürnberg–Crailsheim und wird von der S-Bahn-Linie S 4 im Verkehrsverbund Großraum Nürnberg bedient. Am Bahnhof beginnen und enden einige Buslinien in benachbarte Gemeinden.
Die Staatsstraße 2410 führt nach Aich (2,7 km südlich) bzw. nach Bonnhof (1,9 km nördlich). Die Kreisstraße AN 17 führt nach Weißenbronn (2,5 km südöstlich) bzw. nach Ketteldorf (2,2 km nordwestlich). Gemeindeverbindungsstraßen führen nach Aich (2,5 km südlich), nach Butzenhof (1,5 km östlich), nach Gottmannsdorf (2,9 km nordöstlich) und nach Weiterndorf (0,6 km östlich).
Der Hohenzollernweg, ein 30 km langer Radweg, führt von Heilsbronn nach Cadolzburg.
Durch Heilsbronn verläuft der 1992 vom Heilsbronner Pfarrer Paul Geißendörfer wiederbelebte Fränkische Jakobsweg. Weitere Fernwanderwege sind die Magnificat-Route des Fränkischen Marienwegs, die Rangau-Linie des Main-Donau-Wegs, der Rangau-Pfalz-Weg, der Theodor-Bauer-Weg und der Zollernweg.

### Ansässige Unternehmen (Auswahl)
- acad group, acad prototyping GmbH (Entwicklung und Herstellung von Klein- und Anlaufserien sowie Kunststoffspritzguss)
- FEGA & Schmitt Elektrogroßhandel (Elektro-Großhandel, Teil der Würth-Gruppe)
- Gebr. Fleischmann GmbH & Co. KG (Modelleisenbahn)
- Hans Kupfer & Sohn GmbH & Co. KG (Fleisch- und Wurstwaren)
- Maschinenbau Heilsbronn GmbH
- NBHX Trim GmbH, vormals: IPG Industrieplast GmbH (Automobil-Zulieferer)
- Ortlieb Sportartikel GmbH (Packtaschen)
- ZZ Kunststoff GmbH (Kunststoffteile und Zeppelin-Modelle)

### Medien
Einzige im Gebiet der Stadt Heilsbronn erscheinende regionale Tageszeitung ist die Fränkische Landeszeitung (Verlagssitz: Ansbach).
Das Monatsblatt und die 14-täglich erscheinenden Habewind-News – Unsere fränkische Heimat sowie die wöchentlichen Anzeigenblätter Woche im Blick (WiB) und Wochenzeitung (WZ) werden kostenlos an jeden Haushalt verteilt.
Der regionale Radiosender Radio 8 aus Ansbach ist auf Frequenz 89,4 MHz zu empfangen.

### Öffentliche Einrichtungen
- Religionspädagogisches Zentrum (RPZ) der Evang.-Luth. Landeskirche in Bayern (früher: Institut für Lehrerfortbildung und Katechetisches Amt)
- Amt für Ernährung, Landwirtschaft und Forsten – Dienststelle Heilsbronn (für den forstlichen Bereich)
- Polizeiinspektion Heilsbronn, eine Dienststelle des Polizeipräsidiums Mittelfranken der bayerischen Polizei in Nürnberg
- Jugendzentrum Heilsbronn, öffentliche Einrichtung, die zur Kontaktpflege für Jugendliche dient. In dieser Einrichtung finden unter anderem Auftritte von jungen Musikgruppen statt.

### Bildung
- Comenius-Grundschule Bürglein (Gemeindeteil von Heilsbronn)
- Grundschule Heilsbronn
- Markgraf-Georg-Friedrich-Realschule Heilsbronn

Das Hauptschulgebäude wurde von der Realschule übernommen, die nächstgelegene Mittelschule befindet sich in Petersaurach.

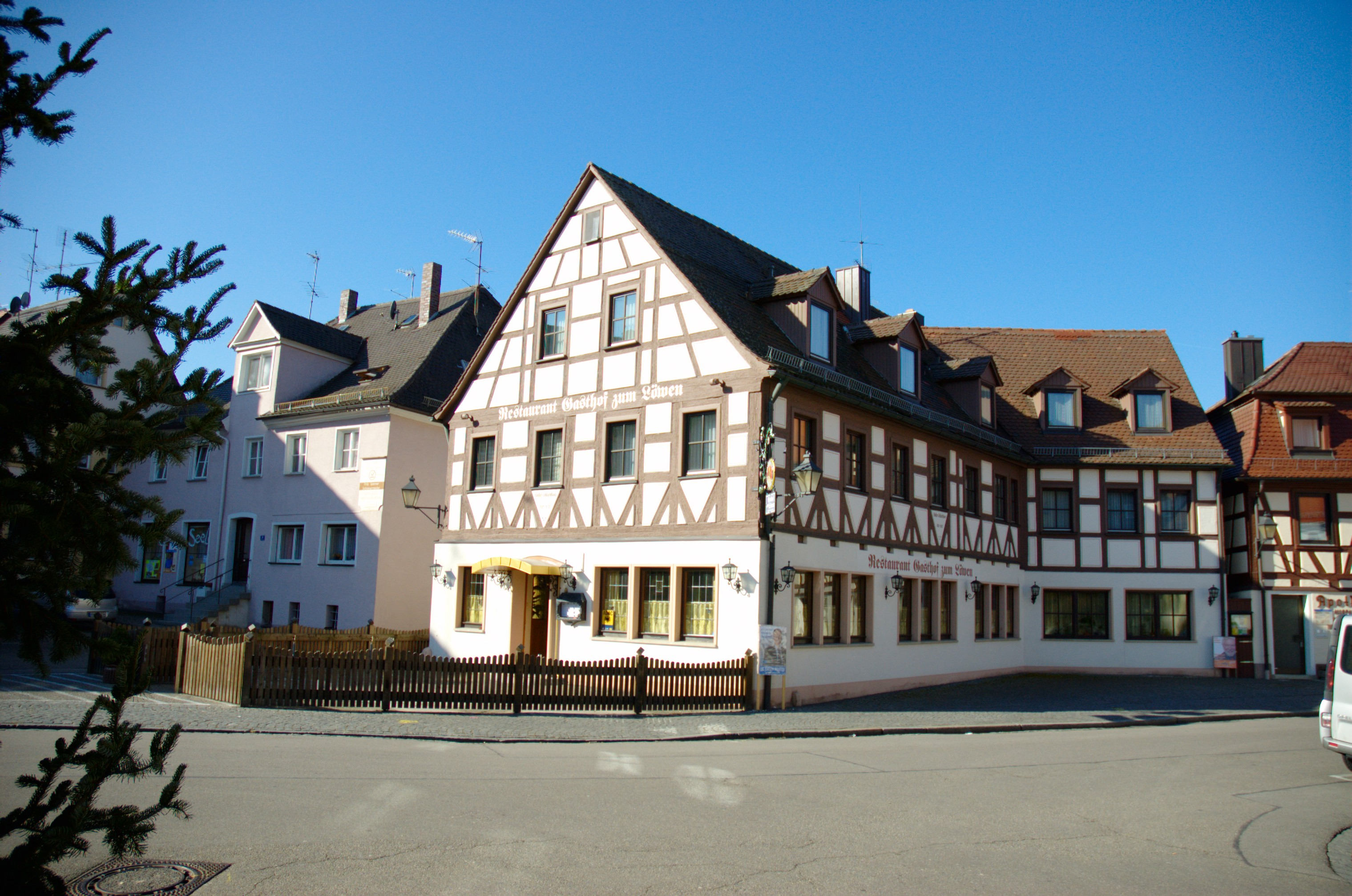
Gasthof Zum Löwen am Marktplatz
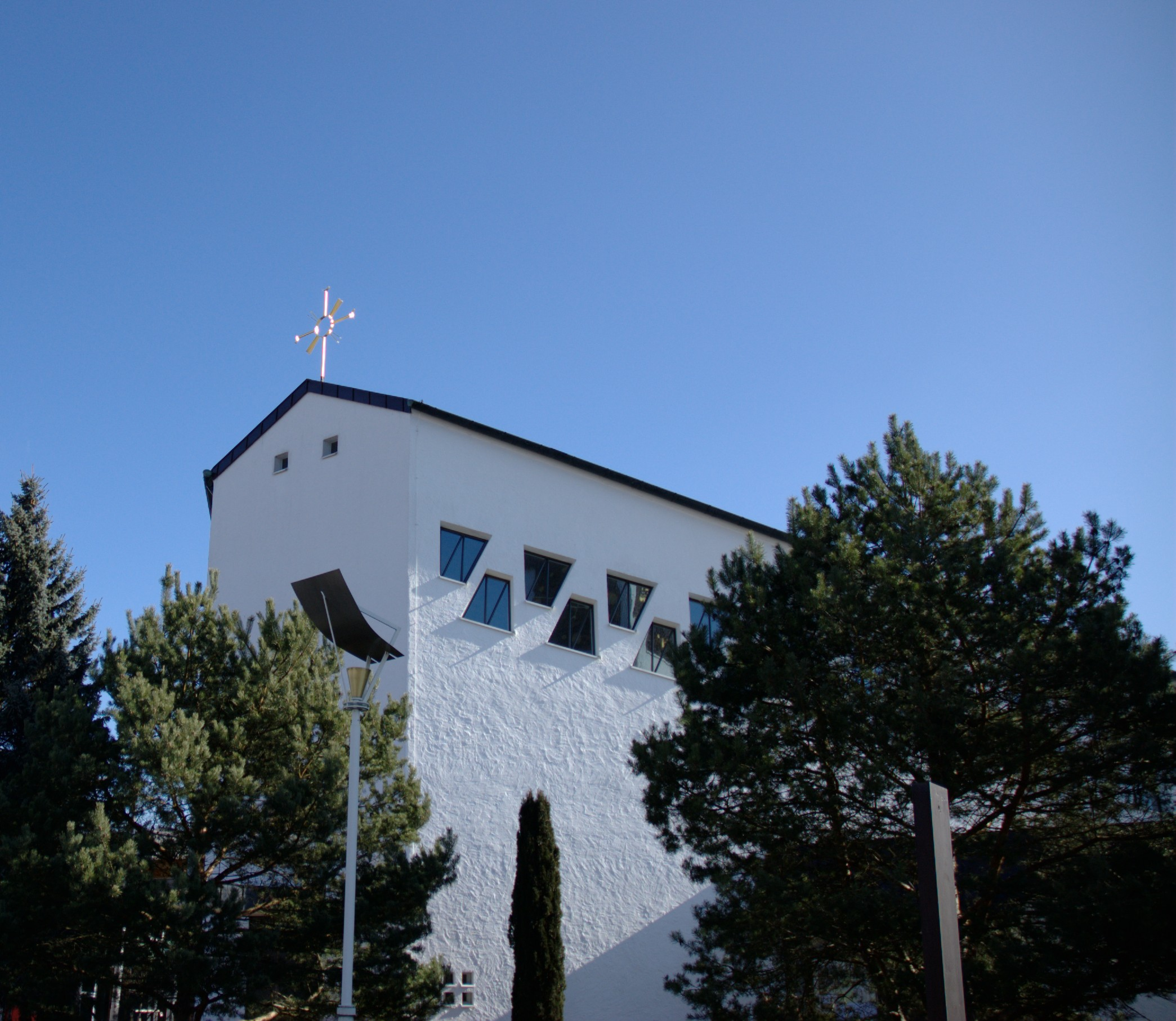
Katholische Pfarrkirche Unsere Liebe Frau
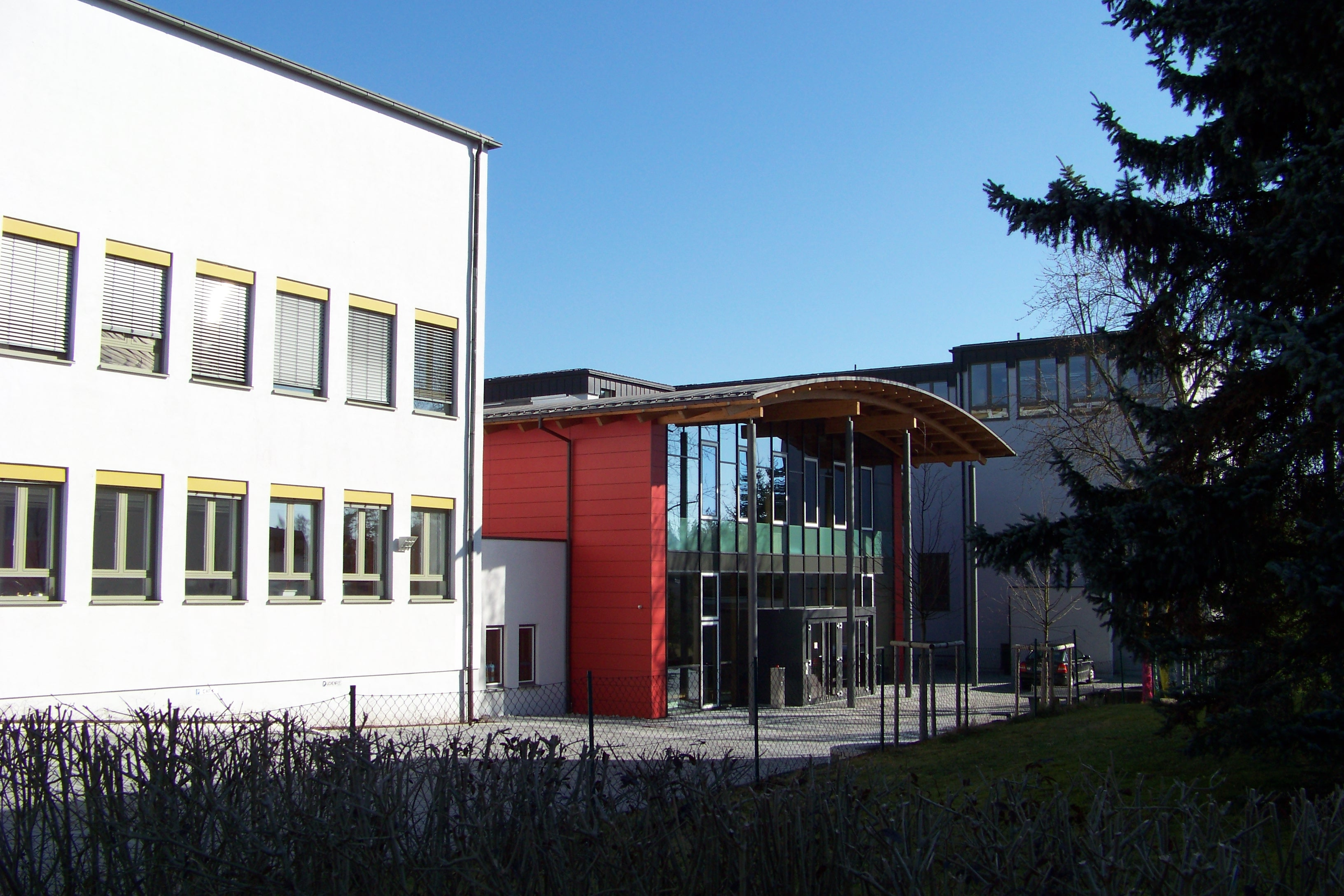
Markgraf-Georg-Friedrich-Realschule
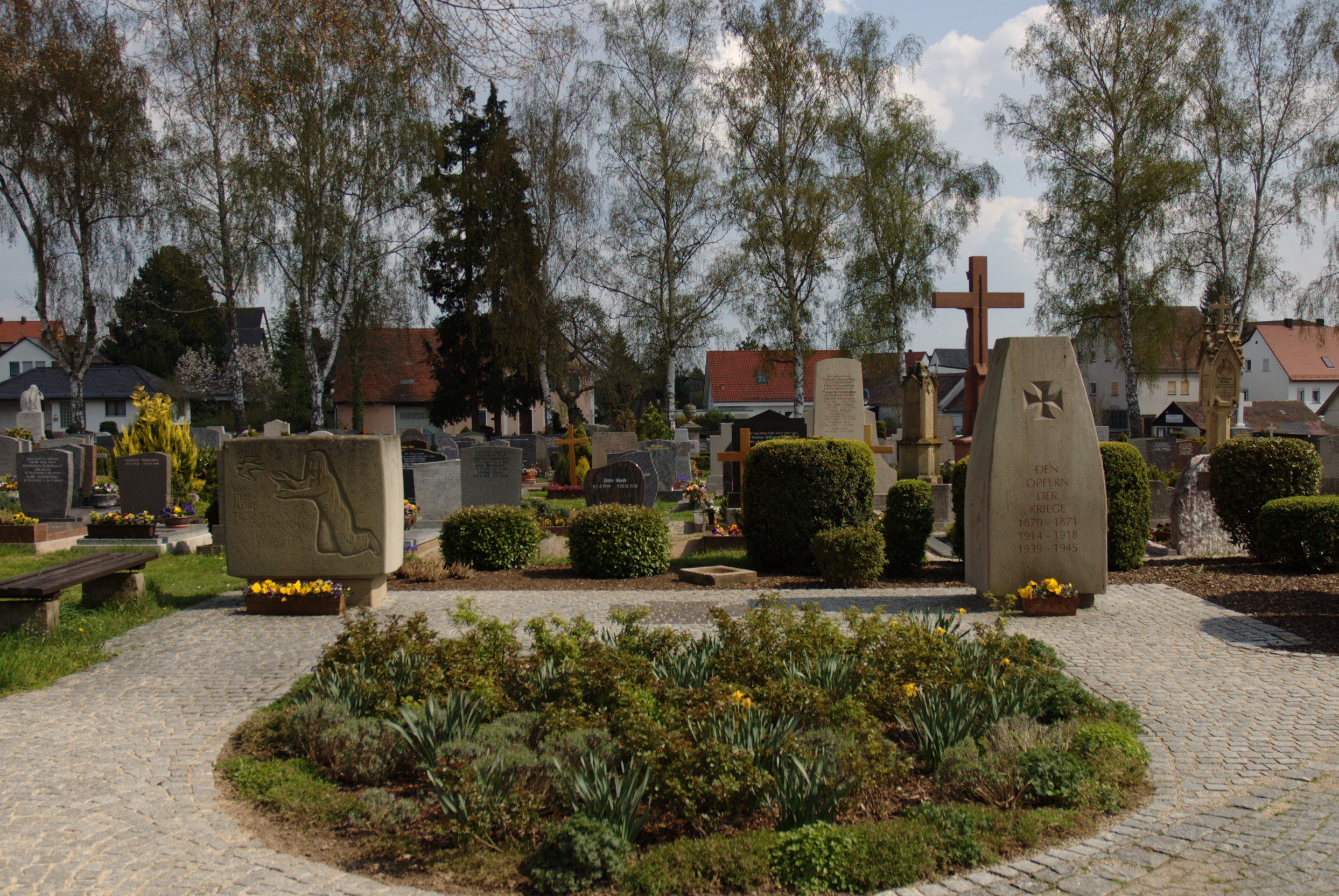
Kriegerdenkmal auf dem Stadtfriedhof

## Persönlichkeiten

### Ehrenbürger
- Johann Ludwig Kammerecker (1864–1945), Geheimer Hof- und Kommerzienrat, Bankdirektor, Ehrenbürger ab 1911
- Wilhelm Hußel, kgl. Forstmeister, Ehrenbürger ab 1909
- Rudolf Strobel, Oberlehrer, Ehrenbürger ab 1923
- Georg Döllgast, Bürgermeister, Ehrenbürger ab 1958
- Hans Hausmann, Geistlicher Rat, Stadtpfarrer, Ehrenbürger ab 1966
- Theodor Schmidt, Pfarrer, Ehrenbürger ab 1973
- Paul Geißendörfer, Pfarrer, Ehrenbürger ab 2012[47]

### Söhne und Töchter der Stadt
- Mönch von Heilsbronn, Geistlicher, mystischer Dichter und Kompilator, Anfang des 14. Jahrhunderts
- Barbara Hedlerin, zur Zeit der Hexenverfolgungen 1592 in einem Hexenprozess angeklagt
- Hans Schmidt (1902–1982), Komponist, Musikpädagoge und Dirigent

### Persönlichkeiten, die in der Stadt gewirkt haben
- Caspar Othmayr (1515–1553), Komponist, Rektor der Klosterschule
- Konrad Limmer (1522–1592), ab 1578 Abt im Kloster Heilsbronn
- Basilius von Ramdohr (1757–1822), Jurist und Diplomat, stiftete 1816 die Restaurierung des Konventhauses
- Friedrich Mergner (1818–1891), ab 1884 Pfarrer in Heilsbronn